# 伊彭希德
伊彭希德是德国莱茵兰-普法尔茨州的一个市镇。总面积2.62平方公里，总人口147人，其中男性66人，女性81人（2011年12月31日），人口密度56人/平方公里。